# Relief carstic
Relieful carstic este un tip de relief specific format prin procesul de dizolvare chimică a rocilor solubile, în principal calcar, dar și dolomită, gips sau sare. Acest tip de relief se dezvoltă în zonele în care aceste roci sunt supuse acțiunii apei care conține dioxid de carbon dizolvat, ceea ce duce la formarea unor forme de relief caracteristice, cum ar fi peșteri, doline, chei, lapiezuri, polii și avene.